# Diadem
Diadem (alpha Coma Berenices) is een zwakke ster in het sterrenbeeld Hoofdhaar (Coma Berenices).

## Gelijkbenige driehoek
Deze ster vormt samen met de bolvormige sterrenhopen Messier 53 en NGC 5053 een gelijkbenige driehoek met een schijnbare diameter van iets meer dan één graad. Beide bolvormige sterrenhopen staan oostelijk (following) ten opzichte van Diadem. Deze ster (α Comae Berenicis) kreeg het Flamsteed nummer 42 (42 Comae Berenicis), en is, omdat het een dubbelster betreft, ook bekend als ADS 8804A en ADS 8804B. Verder is deze dubbelster ook nog bekend als HR 4968 en HR 4969, en als HD 114378 en HD 114379.